# Síran lithný
Síran lithný (Li2SO4) je chemická sloučenina, bílá krystalická látka, dobře rozpustná ve vodě.

## Příprava
Síran lithný lze připravit reakcí kyseliny sírové s uhličitanem lithným:
Li2CO3 + H2SO4 → Li2SO4 + H2O + CO2
K roztoku uhličnanu lithného se přitom pomalu, postupně přidává kyselina sírová. Ukončení reakce je přitom možno kontrolovat pomocí měření pH reakční směsi nebo vizuálně skončením uvolňovaní plynného oxidu uhličitého z reakční směsi.

## Vlastnosti
Síran lithný je velmi dobře rozpustný ve vodě. Jeho rozpustnost však se stoupající teplotou roztoku klesá a rozpouštění je tedy endotermický proces, při kterém se teplo spotřebovává a vznikající roztok se ochlazuje.
Krystaly síranu lihného vykazují značně hygroskopické vlastnosti a pohlcováním vzdušné vlhkosti se mění na již stabilní monohydrát Li2SO4 . H2O.
Krystaly síranu lithného vykazují piezoelektrické vlastnosti a mohou použity v ultrazvukových přístrojích pro nedestruktivní zkoušení jako velmi účinné zvukové generátory. Problémem v této aplikaci jsou jejich hygroskopické vlastnosti a tím nestabilita ve vlhkém prostředí.

## Použití
V psychiatrii jsou soli lithia (síran, uhličitan nebo citrát) často používány pro léčbu manických poruch včetně maniodepresivních stavů i při léčbě schizofrenie.
Síran lithný je v současné době zkoumán jako potenciální součást iontových vodivých skel. Průhledné vodivé fólie s vysokým obsahem síranu a boritanu lithného se využívají při výrobě solárních panelů i nové třídy elektrických baterií jako náhrada za doposud běžně používané organické plasty.
Síran lithný je testován i jako přísada do portlandského cementu pro urychlení jeho vytvrzování. Dochází přitom k urychlení hydratace cementu bez vlivu na výsledné mechanické vlastnosti (především pevnost) tohoto stavebního materiálu.